# Färnebo landsfiskalsdistrikt
'Färnebo landsfiskalsdistrikt var 1918–1964 ett landsfiskalsdistrikt i Värmlands län, bildat som  när Sveriges indelning i landsfiskalsdistrikt trädde i kraft den 1 januari 1918, enligt beslut den 7 september 1917. När Sveriges nya indelning i landsfiskalsdistrikt trädde i kraft den 1 oktober 1941 (enligt kungörelsen den 28 juni 1941) ändrades distriktets namn till Färnebo landsfiskalsdistrikt. Den 1 januari 1965 avskaffades i Sverige samtliga landsfiskaler och landsfiskalsdistrikt, och deras arbetsuppgifter delades upp på de nyskapade indelningarna polisdistrikt, åklagardistrikt och kronofogdedistrikt.
Landsfiskalsdistriktet låg under länsstyrelsen i Värmlands län.

## Ingående områden
När Sveriges nya indelning i landsfiskalsdistrikt trädde i kraft den 1 januari 1952 (enligt kungörelsen 1 juni 1951) ändrades distriktets omfattning.

### Från 1918
Färnebo härad:
- Färnebo landskommun
- Gåsborns landskommun
- Nordmarks landskommun
- Rämmens landskommun

### Från 1 januari 1952
- Värmlandsbergs landskommun
- Rämmens landskommun